# Малий Анюй
Мали́й Аню́й (чук. Мэйныуттывээм, якут. Өньүүй, рос. Малый Анюй) — річка на Далекому Сході в Чукотському автономному окрузі та Республіці Саха (Якутія) Росії. Права твірна річки Анюй, належить до водного басейну Колими.

## Географія
Річка бере свій початок із озера Велике Верхнє (група озер Гитгильвегитгин), яке розташоване біля північно-східного підніжжя гори Гитгильнай (1096 м) в наскрізній долині, що перетинає Ілірнейський кряж Анадирського плоскогір'я, на сході Білібінського району, всього за 14 км на північ — північний захід від витоку річки Анадир, на висоті 588 м над рівнем моря. У верхів'ї протікає в долині між сопок з осипними схилами висотою 200–300 м, з бурхливою течією. Долина річки захаращена моренним матеріалом, який промивається і в результаті утворюються безліч перекатів, островів і надзаплавних терас. В середній та нижній течії утворює густу сітку рукавів з численними островами. У середній течії Малий Анюй являє собою широку спокійну річку з численними протоками і невисокими гальковими островами довжиною до 1 км. У пониззі русло річки відрізняється звивистими меандрами з слабкою течією, перекати повністю відсутні. Долина річки порізана струмками, які витікають із численних термокарстових озер, які часто затоплюються під час повені. Припливні підйоми води викликають в пригирловій частині Малого Анюя зворотні течії.
Річка тече в основному у західному — північно-західному напрямку, територією Білібінського району. Перетинає кордон Якутії і тече територією Нижньоколимського улусу, а за 8 км від річки Колими, за 9 км на південний захід від села Нижньоколимськ (Нижньоколимський улус) на висоті 0,2 м над рівнем моря зливається з лівою складовою, річкою Великий Анюй, утворює річку Анюй.
Довжина річки 738 км, площа басейну — 49800 км². Повне падіння рівня русла становить 587,8 м, що відповідає похилу — 0,8 м/км. Швидкість у верхній течії коливається у межах 0,8-1,3 м/с, в середній — 1,4-1,9 м/с, в нижній — зменшується до 0,4-0,8м/с, місцями до 1,5 м/с. Ширина русла у верхній течії доходить до 35 м, при глибині до 2 м, в середній течії 90-150 м, глибина — 1,8-2,4 м; в нижній течії ширина доходить до 175–395 м, а глибина — до 1,7-2,0 м.

## Гідрологія
Живлення річки переважно снігове, менше — дощове. Замерзає в кінці вересня і залишається під крижаним покривом до початку травня.
За період спостереження протягом 29 років (1960–1988) на станції у селі Острівне за 279 км від гирла, середньорічна витрата води річки становила 181,2 м³/с (за іншими даними — 185 м³/с) для водного басейну 30000 км², що становить понад 60% загальної площі басейну річки. Величина прямого стоку в цілому по цій частині басейну становила — 190,6 міліметра на рік.
За період спостереження встановлено, мінімальний середньомісячний стік становив 0,33 м³/с (у лютому), що становить менше 0,04% максимального середньомісячного стоку, який відбувається у червні місяці та становить — 898 м³/с і вказує на дуже велику амплітуду сезонних коливань.
За період спостереження, абсолютний мінімальний місячний стік (абсолютний мінімум) наближався до 0 м³/с (у лютому 1961 року), абсолютний максимальний місячний стік (абсолютний максимум) становив 1970 м³/с (у червні 1962 року).

## Притоки
Річка Малий Анюй приймає понад одну сотню приток, довжиною понад 10 км. Найбільших із них, довжиною 50 км і більше — 23 (від витоку до гирла):
| Назва притоки                      | Довжина,(км) | Площа водозбірного басейну, (км²) | Відстань від гирла Малого Анюя, (км) | Витрата води,(м³/с) |
| ліві притоки                       | ліві притоки | ліві притоки                      | ліві притоки                         | ліві притоки        |
| ---------------------------------- | ------------ | --------------------------------- | ------------------------------------ | ------------------- |
| Мочажинна                          | 50           |                                   | 626                                  |                     |
| Пенвельвеєм (Середній Пенвельвеєм) | 60           | 901                               | 599                                  |                     |
| Теньвельвеєм (Правий Теньвельвеєм) | 55           |                                   | 553                                  |                     |
| Нутесин                            | 66           | 1070                              | 544                                  |                     |
| Кульпольней (Лівий Кульпольней)    | 97           |                                   | 518                                  |                     |
| Кайчаутапан                        | 67           |                                   | 405                                  |                     |
| Тетемвеєм (Тильвихвеєм)            | 93           | 3070                              | 382                                  |                     |
| Тополевка 1-а                      | 54           |                                   | 334                                  |                     |
| Яркан                              | 81           |                                   | 298                                  |                     |
| Глибока (Середній)                 | 101          | 881                               | 221                                  |                     |
| Північна                           | 53           |                                   | 202                                  |                     |
| Осетровка                          | 77           |                                   | 55                                   |                     |
| праві притоки                      |              |                                   |                                      |                     |
| Імревеєм                           | 70           | 544                               | 660                                  |                     |
| Пастбищна                          | 50           |                                   | 641                                  |                     |
| Лосина                             | 51           |                                   | 631                                  |                     |
| Титильваам (Титильвеєм)            | 88           |                                   | 592                                  |                     |
| Ілірнейвеєм                        | 88           | 1190                              | 535                                  |                     |
| Кайпауктуваам (Верхній Пувтувеем)  | 51           | 668                               | 475                                  |                     |
| Малий Кепервеєм                    | 81           |                                   | 412                                  |                     |
| Великий Кепервеєм                  | 125          |                                   | 395                                  |                     |
| Мачваваам                          | 148          | 2410                              | 312                                  |                     |
| Погинден                           | 281          | 13100                             | 243                                  |                     |
| Тосепа                             | 106          | 1110                              | 190                                  |                     |

## Населенні пункти
Береги, особливо у верхів'ї Малого Анюя малозаселені. На берегах річки розташовано кілька невеликих населених пункти (від витоку до гирла), села: Ілірней, Аліскерове (нежиле), Кепервеєм, Острівне, Анюйськ.